# Asclepias purpurascens
Asclepias purpurascens är en oleanderväxtart som beskrevs av Carl von Linné. Asclepias purpurascens ingår i släktet sidenörter, och familjen oleanderväxter. Inga underarter finns listade i Catalogue of Life.